# Mercedes-Benz EQS
Mercedes-Benz EQS (V297) — представницький електромобіль з кузовом типу ліфтбек, що виготовляється компанією Mercedes-Benz з 12 травня 2021 року на заводі Factory 56 в Зіндельфінгені.

## Опис

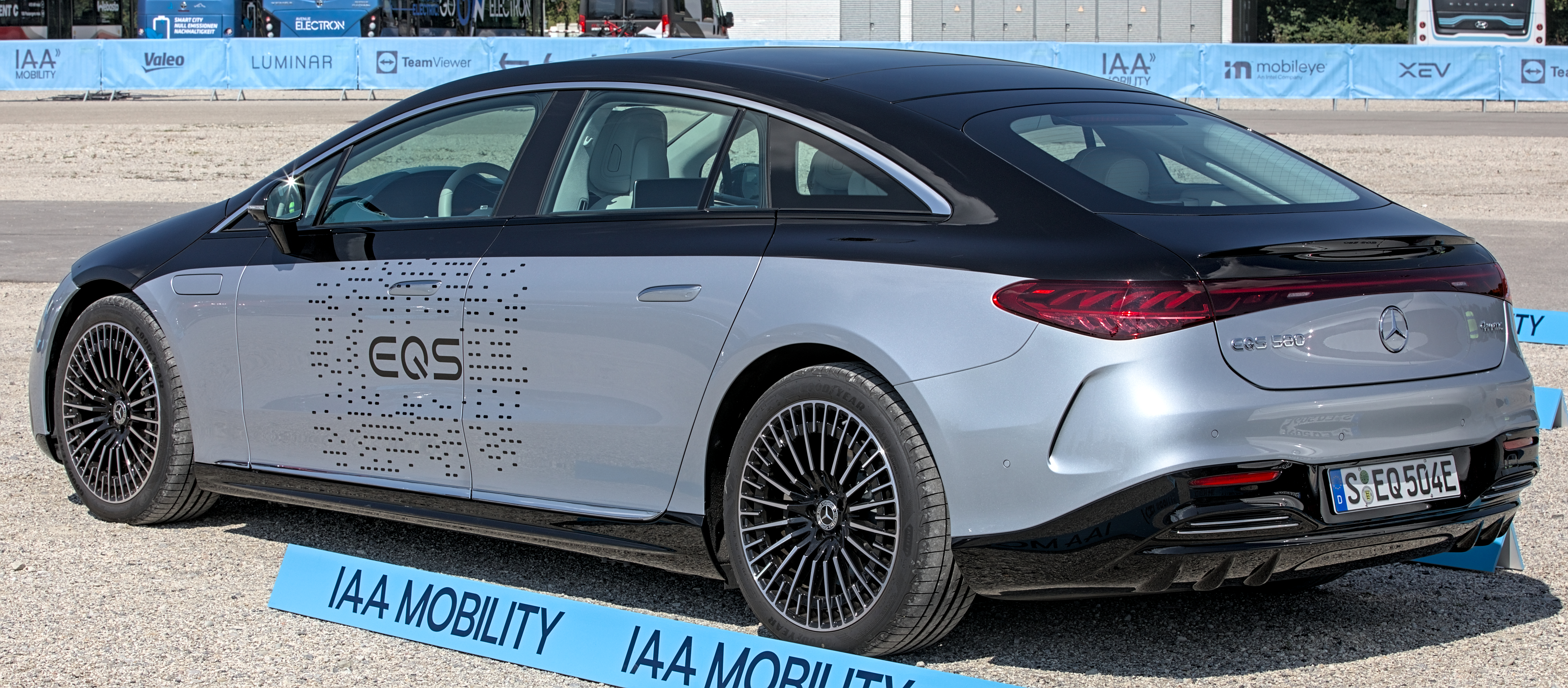
Mercedes-Benz EQS 580 4Matic (2021–2024)

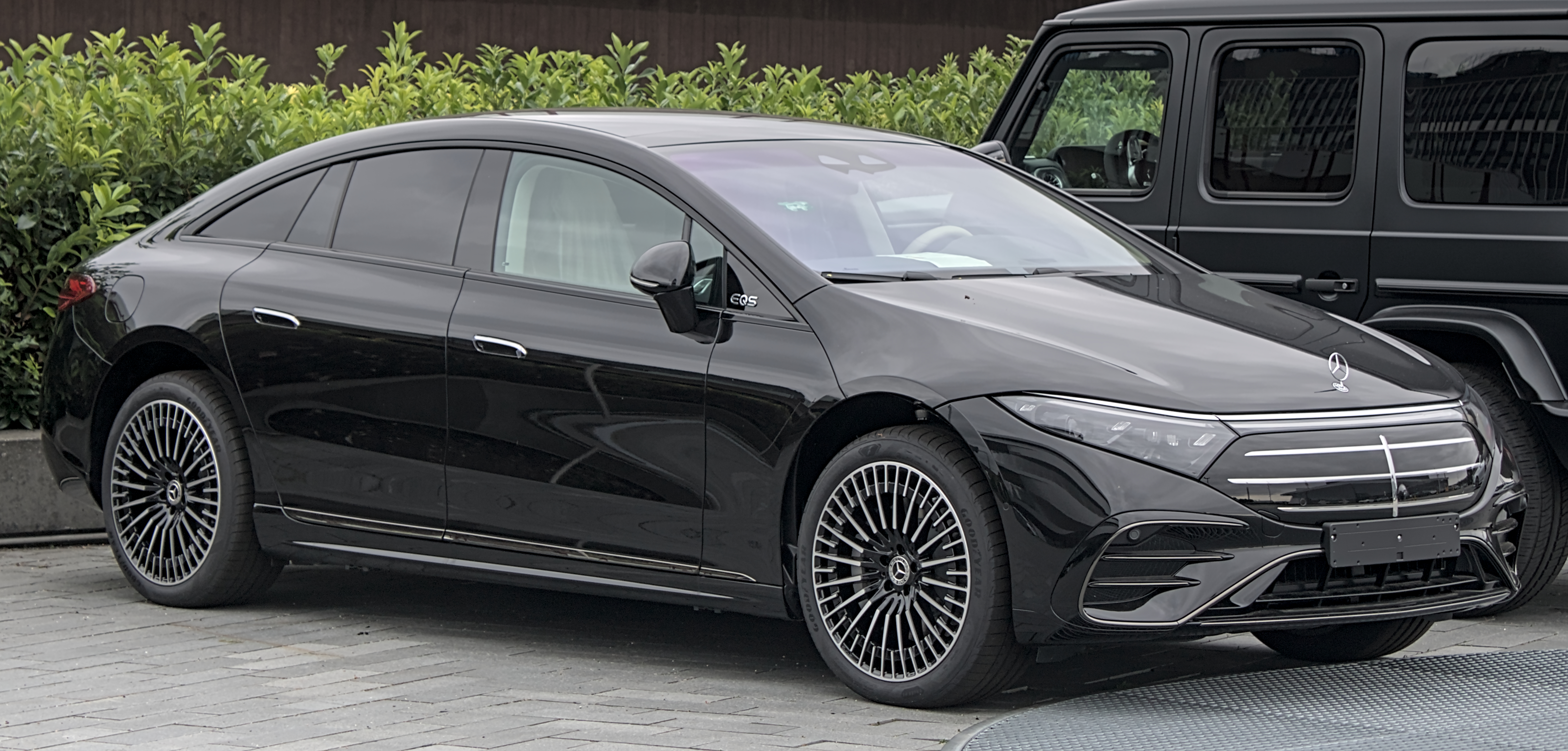
Mercedes-Benz EQS 580 4Matic (з 2024)

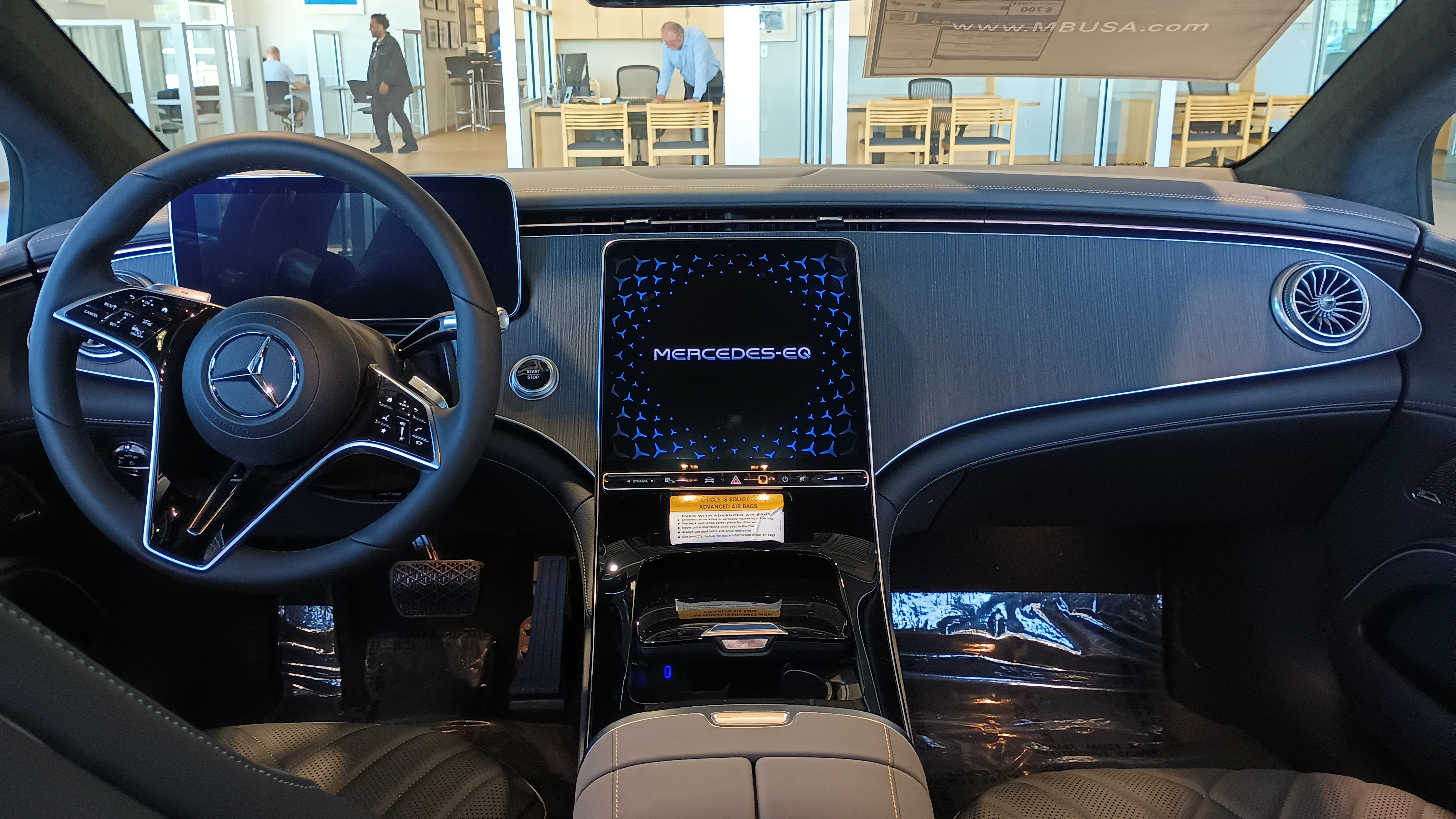
салон без MBUX Hyperscreen

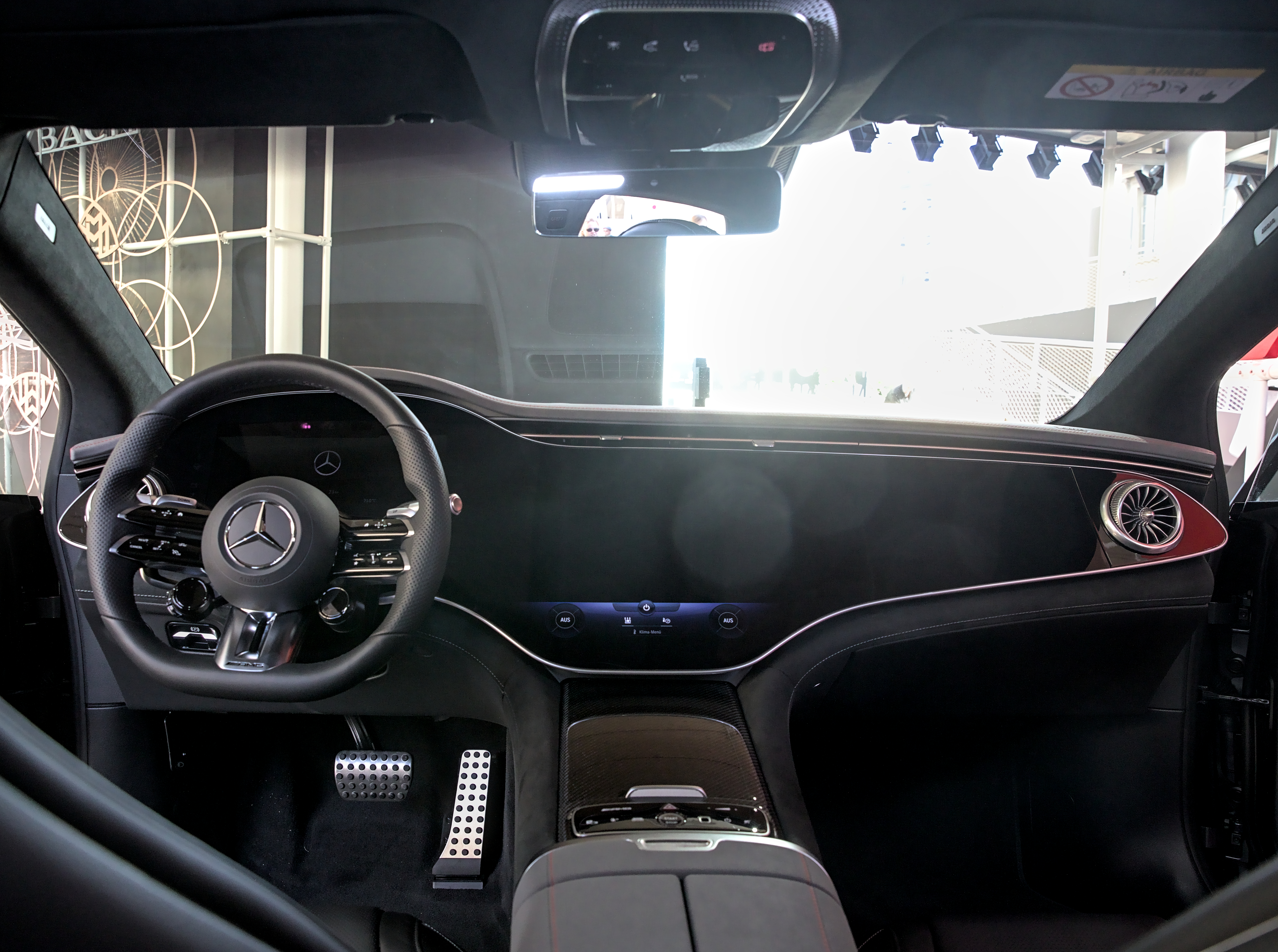
салон з MBUX Hyperscreen

Mercedes EQS буде подібний на концепт-кар Mercedes-Benz Vision EQS 2019 року. Решітка радіатора Vision EQS викладена з 188 елементів, кожен з яких містить п'ять окремих світлодіодів. Ще 229 світлодіодних зірок, розкиданих по кормі машини, утворюють задні ліхтарі. Крім того, по п'ятсот LED-елементів припадає на кожну з фар, де встановлені оптичні модулі з лінзами, що формують голографічне зображення.
Ліфтбек Mercedes EQS створений на новій платформі MEA (modular electric architecture). Коефіцієнт аеродинамічного опору складає 0,2.
Електричні двигуни із сумарною потужністю 524 к. с. і крутним моментом 855 Нм встановлені на передній і задній осі, що забезпечує повний привід і контроль тяги на кожній з осей. Розгін до 100 км/год займає менше 4,5 секунд, а максимальна швидкість обмежена на позначці 210 км/год.
Батарея місткістю 107,8 кВт·год від дочірньої компанії Daimler Accumotive інтегрована в підлогу електромобіля між осями, запас ходу складає 770 км згідно з вимірювальним циклом WLTP. Автомобіль має напругу бортової мережі 400 В, максимальна потужність терміналу для зарядки становить 200 кВт. Платформа виконана зі сталі, алюмінію і вуглеволокна, що забезпечує належний рівень міцності, жорсткості й ваги.
EQS отримав повнокероване шасі, що може повертати задні колеса на 4,5°. Автомобіль отримав активну гідропневматичну підвіску E-Active Body Control, що працює від 48-вольтової бортової мережі. Вона здатна контролювати ступінь пружності пружин і опір амортизаторів на кожному колесі окремо, тому краще протистоїть нерівностей, крену і клювкам, а також може підняти кузов на 80 мм перед боковим ударом.
Опційно автомобіль отримає мультимедійну систему MBUX Hyperscreen. Всього для автомобіля в залежності від комплектації передбачено близько 350 сенсорів і датчиків, що відповідають за роботу самих різних систем.
EQS 2022 став першим Mercedes, який зможе оновлювати програмне забезпечення віддалено, бездротовим шляхом.
Багажник містить 610 літрів, якщо скласти задній диван, можна буде перевозити до 1770 літрів багажу.
Ліфтбек дебютував 15 квітня 2021 року. Продажі почнуться восени того ж року.

### EQS SUV

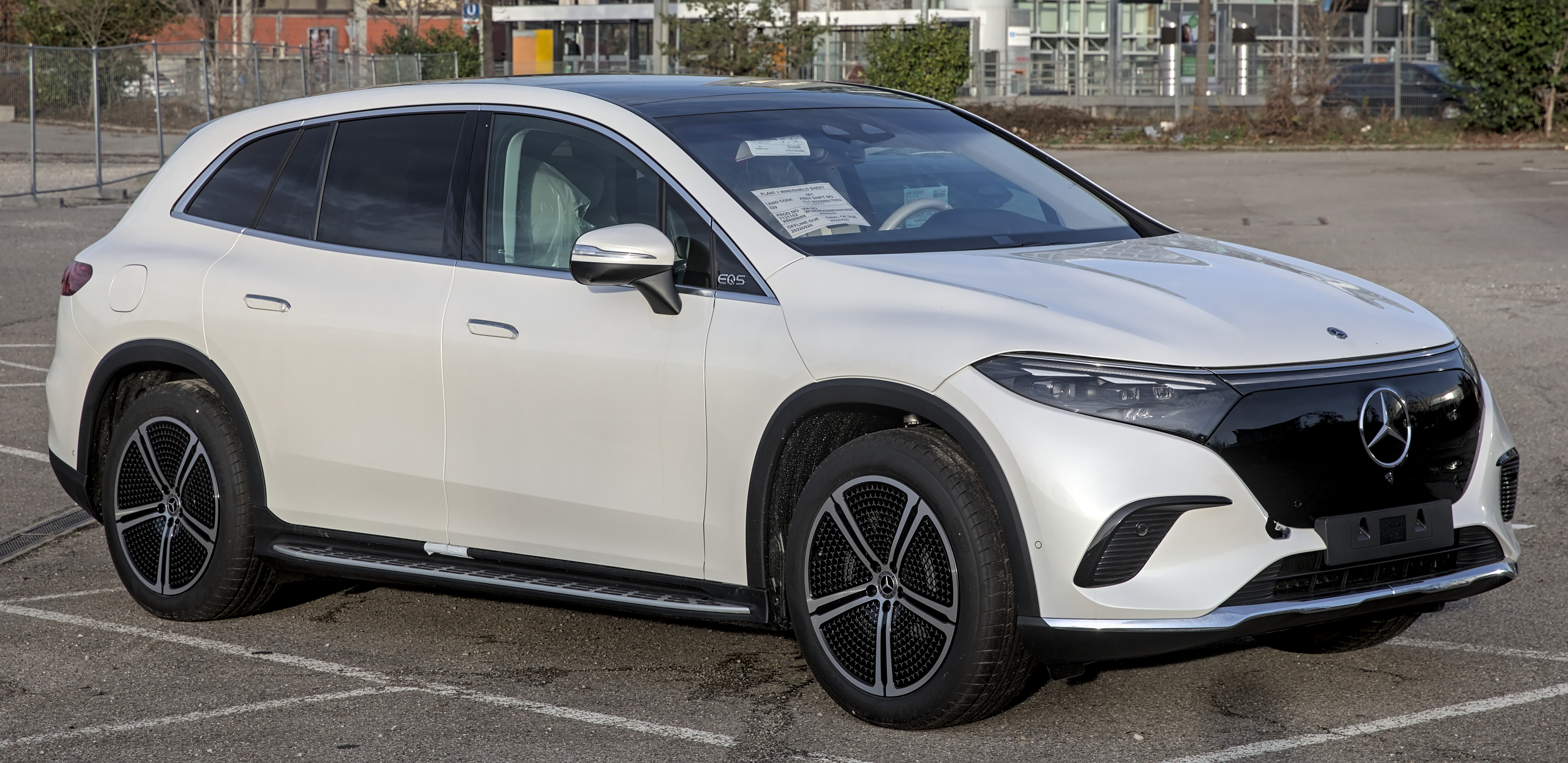
Mercedes-Benz EQS 450+ SUV (X296)

19 квітня 2022 року до ліфтбека додали кросовер Mercedes EQS SUV (X296), концепт якого під назвою Mercedes-Maybach EQS SUV Concept дебютував 5 вересня 2021 року на автосалоні в Мюнхені.
Його запропонують у варіантах на 5 і 7 місць.

## Модифікації
- EQS 350 один електродвигун 292 к. с. 565 Н·м батарея 90,6 кВт·год, 529–638 км по циклу WLTP
- EQS 450+ один електродвигун 333 к. с. 568 Н·м батарея 107,8 кВт·год, 631–782 км по циклу WLTP
- EQS 450 4Matic два електродвигуни 360 к. с. 800 Н·м батарея 107,8 кВт·год, 578–695 км по циклу WLTP
- EQS 500 4Matic два електродвигуни 449 к. с. 855 Н·м батарея 107,8 кВт·год, 578–695 км по циклу WLTP
- EQS 580 4Matic два електродвигуни 523 к. с. 855 Н·м батарея 107,8 кВт·год, 582–679 км по циклу WLTP
- EQS 53 AMG 4Matic+ два електродвигуни 658 к. с. 950 Нм батарея 107,8 кВт·год (AMG), 529–586 км по циклу WLTP
- EQS 53 AMG 4Matic+ Dynamic Plus два електродвигуни 761 к. с. 1020 Н·м батарея 107,8 кВт·год (AMG), 529–586 км по циклу WLTP

## Продаж
| Рік  | Європа | США   | Китай |
| ---- | ------ | ----- | ----- |
| 2021 | 1.027  | 443   |       |
| 2022 | 7.092  | 7,054 |       |
| 2023 | 3.031  | 6,805 | 837   |
| 2024 |        | 6,431 |       |